# Chambeyronia lepidota
Chambeyronia lepidota é uma espécie de angiosperma na família Arecaceae.
É encontrada apenas na Nova Caledônia.